# Championnat d'Italie de rugby à XV 2023-2024
Ne doit pas être confondu avec Championnat d'Italie féminin de rugby à XV 2023-2024.
Navigation
Top 10 2022-2023 Serie A Elite 2024-2025
Le championnat d'Italie de rugby à XV 2023-2024 oppose les neuf meilleures équipes italiennes de rugby à XV. Le championnat débute le 7 octobre 2023 et se termine par une finale le 26 mai 2024. Le Petrarca Padoue remporte son quinzième scudetto.
C'est la première édition du championnat sous l’appellation de Serie A Élite Maschile.

## Liste des équipes en compétition
Le Rangers Vicenza est promu en première division pour la première fois de son histoire. Dans le même temps le CUS Torino est relégué en deuxième division. Le club de Calvisano a également été relégué après avoir déclaré forfait au cours de la saison précédente.

## Format
Lors de la saison régulière, toutes les équipes s'affrontent en matchs aller-retour. Les six premiers se qualifient pour la phase finale. Les deux derniers sont relégués.
La phase finale se dispute en deux poules de 3 équipes (1-4-5 et 2-3-6) qui s'affrontent en un match sec sur le terrain du mieux classé (soit trois rencontres par poule). Les deux équipes terminant en tête de leur poule disputent la finale.
Le 26 mars, la fédération décide de repousser la finale du 26 mai au 2 juin afin de bénéficier d'une diffusion en direct et en prime time sur la télévision publique. L'annonce officielle est faite le 16 avril, malgré le désaccord des clubs qui dans un communiqué expriment leur inquiétude quant à la possibilité de jouer la finale, de nombreux contrats de joueurs expirant le 31 mai.

En outre, lors du conseil fédéral du 27 avril, la FIR accède à la demande des clubs de renoncer à réduire le nombre d'équipes en Serie A Élite : les rétrogradations sont annulées, la promotion du champion de Serie A est maintenue et le championnat passe donc de neuf à dix équipes.
| Colorno Vicenza Piacenza Mogliano Padoue Reggio d'Émilie Rovigo Fiamme Oro Viadana |

| Équipe           | Stade                            | Capacité | Ville           |
| ---------------- | -------------------------------- | -------- | --------------- |
| Colorno          | Stadio Gino Maini                | 1 000    | Colorno         |
| Fiamme Oro       | Centro Sportivo di Ponte Galeria | 1 348    | Rome            |
| Lyons            | Stadio Walter Beltrametti        | 3 000    | Plaisance       |
| Mogliano Veneto  | Stade Maurizio-Quaggia           | 786      | Mogliano Veneto |
| Petrarca         | Stadio Plebiscito                | 12 215   | Padoue          |
| Valorugby Emilia | Stade Mirabello                  | 4 500    | Reggio d'Émilie |
| Rovigo Delta     | Stade Mario-Battaglini           | 5 500    | Rovigo          |
| Viadana          | Stade Luigi-Zaffanella           | 6 000    | Viadana         |
| Vicenza          | Rugby Arena                      | 800      | Vicence         |

## Résumé des résultats

### Tableau synthétique des résultats
L'équipe qui reçoit est indiquée dans la colonne de gauche.
| Clubs           | COL     | FIA     | LYO     | MOG     | PET     | ROV     | VAL     | VIA     | VIC     |
| --------------- | ------- | ------- | ------- | ------- | ------- | ------- | ------- | ------- | ------- |
| Colorno         |         | 14-0    | 22-17   | 29-12   | 28-30   | 19-22   | 26-38   | 20-26   | 36 - 24 |
| Fiamme Oro      | 27 - 29 |         | 29 - 24 | 28-14   | 16-33   | 24-33   | 24 - 20 | 20-35   | 47-17   |
| Lyons           | 23-26   | 14-26   |         | 15-21   | 0-52    | 18-33   | 43-26   | 13-15   | 27-12   |
| Mogliano Veneto | 10 - 18 | 29-15   | 38-32   |         | 19 - 18 | 11-41   | 32 - 35 | 31-40   | 30-20   |
| Petrarca        | 40 - 20 | 30 - 25 | 34-19   | 38-28   |         | 10-12   | 21-21   | 27 - 27 | 57-0    |
| Rovigo          | 16-12   | 26 - 16 | 6 - 19  | 19 - 19 | 12-10   |         | 23-21   | 32-12   | 54-7    |
| Valorugby       | 15 - 19 | 17 - 3  | 36-28   | 31-0    | 24 - 24 | 23-17   |         | 16 - 23 | 31-13   |
| Viadana         | 28-19   | 14-9    | 24-13   | 29-17   | 19-18   | 6-18    | 29-18   |         | 26-9    |
| Vicenza         | 15-41   | 27 - 32 | 16-36   | 31-42   | 3 - 45  | 16 - 45 | 30 - 35 | 12-36   |         |

|  | Victoire à domicile |  | Match nul |  | Défaite à domicile |

### Classement de la phase régulière
| Rang | Club             | J  | V  | N | D  | Pm  | Pe  | Diff | Pts |
| ---- | ---------------- | -- | -- | - | -- | --- | --- | ---- | --- |
| 1    | Rugby Viadana    | 16 | 13 | 1 | 2  | 389 | 292 | +97  | 61  |
| 2    | Rovigo Delta     | 16 | 13 | 1 | 2  | 409 | 243 | +166 | 60  |
| 3    | Petrarca Padoue  | 16 | 9  | 3 | 4  | 487 | 273 | +214 | 54  |
| 4    | Valorugby Emilia | 16 | 8  | 2 | 6  | 407 | 355 | +52  | 47  |
| 5    | Colorno          | 16 | 9  | 0 | 7  | 378 | 343 | +35  | 46  |
| 6    | Mogliano Veneto  | 16 | 6  | 1 | 9  | 353 | 458 | -105 | 33  |
| 7    | Fiamme Oro       | 16 | 6  | 0 | 10 | 360 | 376 | -16  | 31  |
| 8    | Lyons Piacenza   | 16 | 4  | 0 | 12 | 341 | 416 | -75  | 28  |
| 9    | Vicenza          | 16 | 0  | 0 | 16 | 252 | 620 | -368 | 3   |

|  | Qualifiés pour le Groupe 1 |
|  | Qualifiés pour le Groupe 2 |

Attribution des points : victoire sur tapis vert : 5, victoire : 4, match nul : 2, défaite : 0, forfait : -2 ; plus les bonus (offensif : 4 essais marqués ; défensif : défaite par 7 points d'écart ou moins).

### Groupes de play-offs

#### Groupe  1
| Rang | Club             | J | V | N | D | Pm | Pe | Diff | Pts |
| ---- | ---------------- | - | - | - | - | -- | -- | ---- | --- |
| 1    | Rugby Viadana    | 2 | 2 | 0 | 0 | 51 | 26 | +25  | 9   |
| 2    | Valorugby Emilia | 2 | 1 | 0 | 1 | 38 | 35 | +3   | 5   |
| 3    | Colorno          | 2 | 0 | 0 | 2 | 27 | 55 | -28  | 1   |

|  | Qualifié pour la finale |

| 27 avril | Viadana bo | 33 - 10 (22 - 3) | Colorno | Stade Luigi Zaffanella, Viadana environ 3 500 spectateurs Arbitre : Riccardo Angelucci |
| 27 avril |            |                  |         | Stade Luigi Zaffanella, Viadana environ 3 500 spectateurs Arbitre : Riccardo Angelucci |
| 27 avril |            |                  |         | Stade Luigi Zaffanella, Viadana environ 3 500 spectateurs Arbitre : Riccardo Angelucci |

| 4 mai | Valorugby Emilia | 22 - 17 (15 - 10) | Colorno bd | Stade Mirabello, Reggio Emilia environ 1 200 spectateurs Arbitre : Gianluca Gnecchi |
| 4 mai |                  |                   |            | Stade Mirabello, Reggio Emilia environ 1 200 spectateurs Arbitre : Gianluca Gnecchi |
| 4 mai |                  |                   |            | Stade Mirabello, Reggio Emilia environ 1 200 spectateurs Arbitre : Gianluca Gnecchi |

| 11 mai | Viadana | 18 - 16 (6 - 13) | Valorugby Emilia bd | Stade Luigi Zaffanella, Viadana environ 4 000 spectateurs Arbitre : Clara Munarini |
| 11 mai |         |                  |                     | Stade Luigi Zaffanella, Viadana environ 4 000 spectateurs Arbitre : Clara Munarini |
| 11 mai |         |                  |                     | Stade Luigi Zaffanella, Viadana environ 4 000 spectateurs Arbitre : Clara Munarini |

#### Groupe 2
| Rang | Club            | J | V | N | D | Pm | Pe | Diff | Pts |
| ---- | --------------- | - | - | - | - | -- | -- | ---- | --- |
| 1    | Petrarca Padoue | 2 | 2 | 0 | 0 | 55 | 43 | +12  | 9   |
| 2    | Rovigo Delta    | 2 | 1 | 0 | 1 | 51 | 36 | +15  | 5   |
| 3    | Mogliano Veneto | 2 | 0 | 0 | 2 | 33 | 60 | -27  | 0   |

|  | Qualifié pour la finale |

| 28 avril | Rovigo Delta | 29 - 12 (3 - 12) | Mogliano Veneto | Stade Mario Battaglini, Rovigo 2 400 spectateurs Arbitre : Manuel Bottino |
| 28 avril |              |                  |                 | Stade Mario Battaglini, Rovigo 2 400 spectateurs Arbitre : Manuel Bottino |
| 28 avril |              |                  |                 | Stade Mario Battaglini, Rovigo 2 400 spectateurs Arbitre : Manuel Bottino |

| 5 mai | Petrarca bo | 31 - 21 (17 - 7) | Mogliano Veneto | Centre sportif Memo Geremia, Padoue 910 spectateurs Arbitre : Filippo Russo |
| 5 mai |             |                  |                 | Centre sportif Memo Geremia, Padoue 910 spectateurs Arbitre : Filippo Russo |
| 5 mai |             |                  |                 | Centre sportif Memo Geremia, Padoue 910 spectateurs Arbitre : Filippo Russo |

| 12 mai | Rovigo Delta bd | 22 - 24 (14 - 14) | Petrarca | Stade Mario Battaglini, Rovigo 2 950 spectateurs Arbitre : Andrea Piardi |
| 12 mai |                 |                   |          | Stade Mario Battaglini, Rovigo 2 950 spectateurs Arbitre : Andrea Piardi |
| 12 mai |                 |                   |          | Stade Mario Battaglini, Rovigo 2 950 spectateurs Arbitre : Andrea Piardi |

### Finale
| 2 juin | Viadana                                                 | 10 - 28 (10 - 17) | Petrarca | Stade Sergio-Lanfranchi, Parme 5 000 spectateurs Arbitre : Federico Vedovelli Diffuseur : Rai 2, DAZN |
| 2 juin | Essai(s) : de pénalité (33e) Pénalité(s) : Farias (1re) | Rapport           | Essai(s) : 3 Esposito (22e), Trotta (24e), Fernandez (80e) Transformation(s) : 2 Lyle (22e, 24e) Pénalité(s) : 3 Lyle (6e, 59e, 73e) Carton(s) jaune(s) : Hughes (33e) | Stade Sergio-Lanfranchi, Parme 5 000 spectateurs Arbitre : Federico Vedovelli Diffuseur : Rai 2, DAZN |
| 2 juin |                                                         | Rapport           | | Stade Sergio-Lanfranchi, Parme 5 000 spectateurs Arbitre : Federico Vedovelli Diffuseur : Rai 2, DAZN |